# コスモス305号
コスモス305号（ロシア語: Космос-305、ラテン文字表記の例：Cosmos 305, Kosmos 305）は1969年10月22日にソビエト連邦によって打上げられた月探査機である。ルナ15号や16号同様に月のサンプルリターンを目指したと考えられている。4段型プロトン8K82Kロケットによって打上げられ、近点高度175 km・遠点高度206 kmの地球周回軌道に投入されたが、ブロックD（第4段）点火に失敗したため地球周回軌道を離脱出来なかった。
ソ連の宇宙機の正式名称は、打上げ後暫くして決定される仕組みとなっていた。ルナ計画の一環として打上げられたコスモス305号は本来ならばルナ16号の名前を与えられるはずであったが、打上げ後直ぐに月へ向かうことが不可能であると判明したため、コスモスの名前が与えられた。